# راویل عین‌الدین

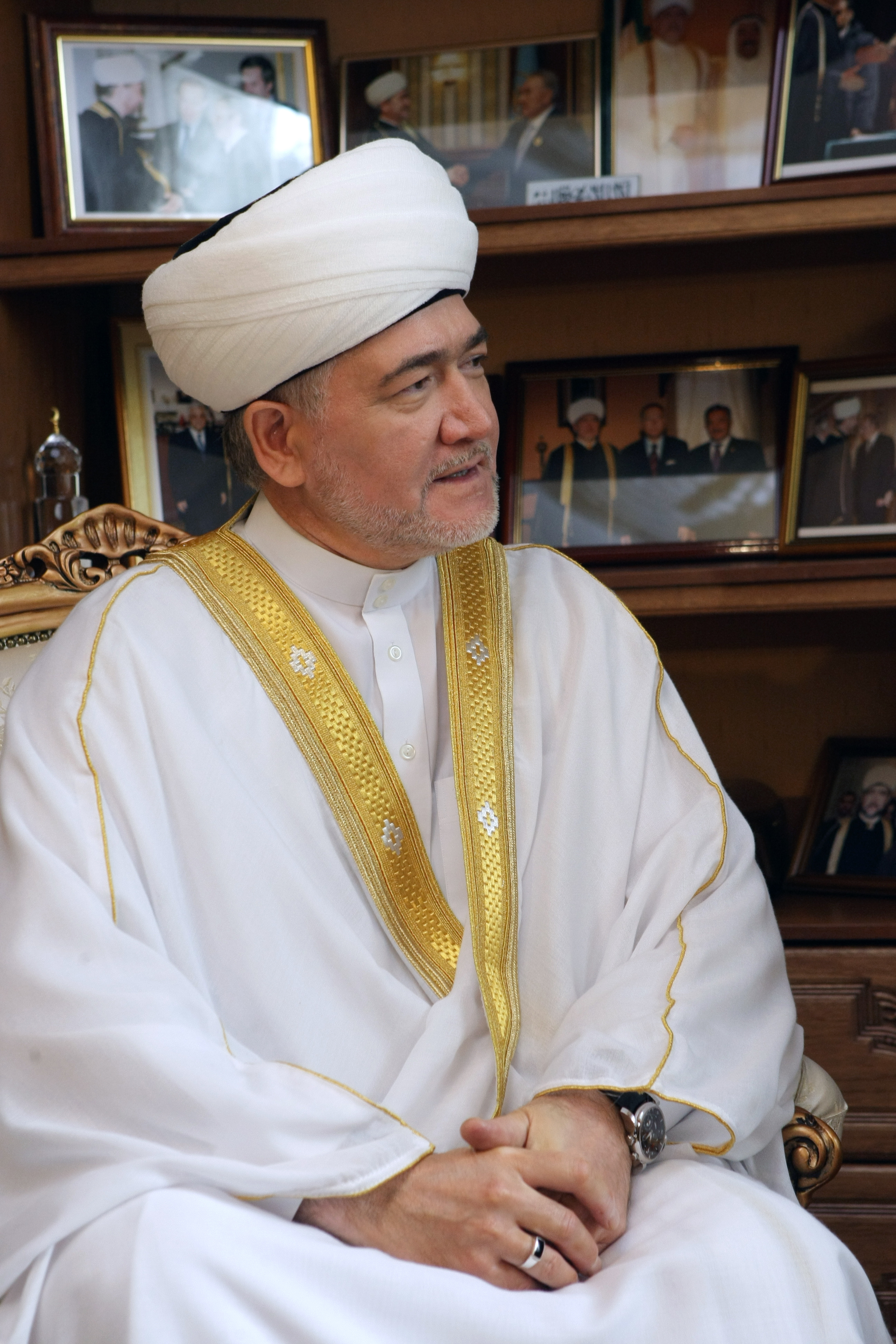
2010

راویل عین‌الدین (با نام کامل راویل اسماعیلویچ عین‌الدینوف, روسی: Рави́ль Исмаги́лович Гайнутди́нов; تاتاری: Равил Гайнетдин, Равил Исмәгыйл улы Гайнетдинев) زاده ۲۵ اوت ۱۹۵۹ در ناحیه پسترچینسکی جمهوری سوسیالیستی تاتارستان شوروی که از ۱ ژوئیه ۱۹۹۶ مفتی و رهبر مسلمانان فدراسیون روسیه می‌باشد. وی از امضاکنندگان نامه سرگشاده علمای اسلامی به رهبران مسیحی جهت صلح و تفاهم بوده‌است.

## دیدگاه ها
پس از ترور سید حسن نصرالله، راویل عین‌الدین در پیامی نوشت: «اینجانب از طرف اداره امور دینی مسلمانان فدراسیون روسیه و روحانیون کشورمان، شهادت سید حسن نصرالله دبیرکل حزب الله لبنان در بیروت را به مردم این کشور تسلیت می گویم.» عین‌الدین در این پیام علو درجات الهی را برای نصرالله از خداوند متعال مسألت کرده است. شیخ عین الدین در ادامه این پیام نوشت: «ما برای صدها قربانی لبنانی حملات هوایی اسرائیل در روزهای اخیر عزادار هستیم. خداوند مهربان ارواح برادران ما را که قربانی تجاوزات اسرائیل شده اند رحمت کند و پاداش ابدی به آنها بدهد.»